# Tercer Gobierno de Kosyguin
El Tercer Gobierno de Kosyguin fue el gabinete de la Unión Soviética establecido en 1970 con Alekséi Kosyguin como jefe de Gobierno, desempeñándose como presidente del Consejo de Ministros. Kosyguin fue reelegido nuevamente, y finalizó 16 de junio de 1970.

## Composición[1]
| Ministro                                                        | Titular                         | Partido |
| --------------------------------------------------------------- | ------------------------------- | ------- |
| Presidente                                                      | Alekséi Kosyguin                | PCUS    |
| Primer Vicepresidente                                           | Dmitri Polianski                | PCUS    |
| Primer Vicepresidente                                           | Kirill Mazurov                  | PCUS    |
| Vicepresidentes                                                 | Ignati Nóvikov                  | PCUS    |
| Vicepresidentes                                                 | Veniamín Dymshits               | PCUS    |
| Vicepresidentes                                                 | Mijaíl Lesetshko                | PCUS    |
| Vicepresidentes                                                 | Leonid Smirnov                  | PCUS    |
| Vicepresidentes                                                 | Nikolái Baibakov                | PCUS    |
| Vicepresidentes                                                 | Vladímir Kirillin               | PCUS    |
| Vicepresidentes                                                 | Nikolái Tíjonov                 | PCUS    |
| Vicepresidentes                                                 | Mijaíl Yefrémov                 | PCUS    |
| Vicepresidentes                                                 | Piótr Shélest                   | PCUS    |
| Vicepresidentes                                                 | Ziya Nuriyev                    | PCUS    |
| Vicepresidentes                                                 | Iván Arjípov                    | PCUS    |
| Comercio Exterior                                               | Nikolái Patolichev              | PCUS    |
| Ferrocarriles                                                   | Boris Beshchev                  | PCUS    |
| Marina Mercante                                                 | Timoféi Guzenko                 | PCUS    |
| Mecánica Mediana                                                | Yefim Slavski                   | PCUS    |
| Construcción de Transportes                                     | Yevgueni Kozhevnikov            | PCUS    |
| Industria de Aviación                                           | Piótr Dementiev                 | PCUS    |
| Construcción Naval                                              | Boris Butoma                    | PCUS    |
| Industria de Radio                                              | Valeri Kalmikov (1970-1974)     | PCUS    |
| Industria de Radio                                              | Piótr Pleshakov (1974)          | PCUS    |
| Asuntos Exteriores                                              | Andréi Gromiko                  | PCUS    |
| Asuntos Internos                                                | Nikolái Schiólokov              | PCUS    |
| Cultura                                                         | Yekaterina Furtseva             | PCUS    |
| Educación                                                       | Mijaíl Prokófiev                | PCUS    |
| Educación Superior                                              | Viacheslav Eliutin              | PCUS    |
| Finanzas                                                        | Vasili Garbuzov                 | PCUS    |
| Comercio                                                        | Aleksándr Struyev               | PCUS    |
| Defensa                                                         | Andréi Grechko                  | PCUS    |
| Comunicaciones                                                  | Nikolái Psurtsev                | PCUS    |
| Salud                                                           | Boris Petrovski                 | PCUS    |
| Agricultura                                                     | Vladímir Matskévich (1970-1973) | PCUS    |
| Agricultura                                                     | Dmitri Polianski (1973-1974)    | PCUS    |
| Geología                                                        | Aleksándr Sidorenko             | PCUS    |
| Energía y Electrificación                                       | Piótr Neporozhni                | PCUS    |
| Aviación Civil                                                  | Yevgueni Lóguinov (1970-1974)   | PCUS    |
| Aviación Civil                                                  | Boris Bugayev (1970-1974)       | PCUS    |
| Metalurgia Ferrosa                                              | Iván Kazanets                   | PCUS    |
| Industria de Carbón                                             | Boris Bratchenko                | PCUS    |
| Industria Química                                               | Leonid Kostandov                | PCUS    |
| Industria del Petróleo                                          | Valentin Shashin                | PCUS    |
| Industria de Petróleo y Petroquímica                            | Víktor Fiódorov                 | PCUS    |
| Industria Forestal y Procesamiento de Madera                    | Nikolái Timoféyev               | PCUS    |
| Industria de Materiales de Construcción                         | Iván Grishmanov                 | PCUS    |
| Industria Ligera                                                | Nikolái Tarásov                 | PCUS    |
| Industria Alimentaria                                           | Voldemar Lein                   | PCUS    |
| Industria Pesquera                                              | Aleksándr Ishkov                | PCUS    |
| Industria Cárnica y Láctea                                      | Serguéi Antónov                 | PCUS    |
| Maquinaria Pesada de Construcción                               | Vladímir Zhigalin               | PCUS    |
| Herramientas-Máquinas de Construcción                           | Anatoli Kostousov               | PCUS    |
| Construcción de Máquinas Viales                                 | Yefim Novosiolov                | PCUS    |
| Maquinaria Agrícola y Automovilística                           | Iván Sinitsyn                   | PCUS    |
| Industria Automotriz                                            | Aleksándr Tarásov               | PCUS    |
| Construcción de Maquinaria Petroquímica                         | Konstantín Brejov               | PCUS    |
| Industria de Equipos Eléctricos                                 | Alekséi Antónov                 | PCUS    |
| Sistemas de Instrumentación, Automatización y Control           | Konstantín Rúdnev               | PCUS    |
| Construcción de Maquinaria para Industrias Ligera y Alimenticia | Vasili Doyenin                  | PCUS    |
| Instalación y Obras Especiales de Construcción                  | Fuad Yakubovski                 | PCUS    |
| Justicia                                                        | Vladímir Terebílov              | PCUS    |
| Recuperación de Tierras y Conservación del Agua                 | Yevgueni Alekseyevski           | PCUS    |
| Industria de Gas                                                | Alekséi Kortunov (1970-1972)    | PCUS    |
| Industria de Gas                                                | Sabit Orúdzhev (1972-1974)      | PCUS    |
| Construcción de Industrias de Petróleo y Gas                    | Alekséi Kortunov (1970-1972)    | PCUS    |
| Construcción de Industrias de Petróleo y Gas                    | Sabit Orúdzhev (1973-1974)      | PCUS    |
| Ingeniería General                                              | Serguéi Afanásiev               | PCUS    |
| Metalurgia No Ferrosa                                           | Piótr Lomako                    | PCUS    |
| Industria Electrónica                                           | Aleksándr Shokin                | PCUS    |
| Industria Armamentística                                        | Serguéi Sverov                  | PCUS    |
| Vivienda y Arquitectura                                         | Mijaíl Pozojin                  | PCUS    |
| Construcción de Industria Pesada                                | Nikolái Goldin                  | PCUS    |
| Construcción Industrial                                         | Aleksándr Tokaryev              | PCUS    |
| Construcción Agrícola                                           | Stepán Jitrov                   | PCUS    |
| Construcción                                                    | Gueorgui Karavayev              | PCUS    |
| Industria Médica                                                | Piótr Gusenko                   | PCUS    |
| Construcción de Maquinaria                                      | Viacheslav Bajirov              | PCUS    |
| Industria de Celulosa y Papel                                   | Konstantín Galantshin           | PCUS    |
| Maquinaria para Cría y Alimentación de Ganado                   | Konstantín Belyak               | PCUS    |
| Producción de Medios de Comunicación                            | Erien Pervyshin                 | PCUS    |
| Comisión de Control Popular                                     | Pável Kovanov (1970-1971)       | PCUS    |
| Comisión de Control Popular                                     | Guennadi Vóronov (1971-1974)    | PCUS    |
| Comité Estatal de Planificación                                 | Nikolái Baibakov                | PCUS    |
| Comité de Seguridad del Estado                                  | Yuri Andrópov                   | PCUS    |